# Liste der Schwimmeuroparekorde über 4 × 100 Meter Lagen
Die Schwimmeuroparekorde über 4 × 100 Meter Lagen sind die besten in der Schwimmdisziplin 4 × 100 m Lagen von Europäern geschwommenen Zeiten. Sie werden vom europäischen Schwimmverband LEN anerkannt. Europarekorde werden getrennt für Langbahnen (50 m) und Kurzbahnen (25 m) und getrennt für Männer und Frauen geführt. Im Folgenden wird die Europarekordentwicklung seit dem jeweils ersten anerkannten Europarekord aufgelistet.

## Langbahneuroparekorde Männer
| Nr. | Sportler                                                                   | Nation                 | Zeit     | Datum              | Ort         |
| --- | -------------------------------------------------------------------------- | ---------------------- | -------- | ------------------ | ----------- |
| 1   | Gustaf Hellsing, Lennart Brock, Roy Dahl, Hakan Westesson                  | Schweden               | 04:39,2  | 22. Februar 1953   | Helsingborg |
| 2   | Gilbert Bozon, Pierre Dumesnil, Maurice Lusien, Alex Jany                  | Frankreich             | 04:32,2  | 22. März 1953      | Charleroi   |
| 3   | A. Violas, Pierre Dumesnil, Julian Arene, Aldo Eminente                    | Frankreich             | 04:31,5  | 1. April 1953      | Troyes      |
| 4   | Gustaf Hellsing, Lennart Brock, Göran Larsson, Per-Olof Östrand            | Schweden               | 04:30,8  | 17. April 1953     | Lund        |
| 5   | Gustaf Hellsing, Lennart Brock, Göran Larsson, Per-Olof Östrand            | Schweden               | 04:27,8  | 24. April 1953     | Borås       |
| 6   | Wiktor Lopatin, Wladimir Minaschkin, Pjotr Skriptschenkow, Lew Balandin    | Sowjetunion            | 04:24,8  | 13. Mai 1953       | Moskau      |
| 7   | Wiktor Solowjow, Wladimir Minaschkin, Pjotr Skriptschenkow, Lew Balandin   | Sowjetunion            | 04:21,3  | 26. Januar 1954    | Moskau      |
| 8   | László Magyar, Ferenc Utassy, György Tumpek, Imre Nyéki                    | Ungarn                 | 04:18,1  | 5. August 1954     | Budapest    |
| 9   | Leonid Barbijer, Wladimir Minaschkin, Jenenkov, Wiktor Konopljow           | Sowjetunion            | 04:16,5  | 6. September 1958  | Budapest    |
| 10  | Wolfgang Wagner, Günter Tittes, Horst-Günter Gregor, Frank Wiegand         | DDR                    | 04:16,1  | 18. Juni 1960      | Berlin      |
| 11  | Symar, Leonid Kolesnikow, Grigori Kisseljow, Igor Luschkowski              | Sowjetunion            | 04:14,0  | 6. August 1960     | Moskau      |
| 12  | Leonid Barbijer, Leonid Kolesnikow, Markelov, Morgacev                     | Sowjetunion            | 04:11,1  | 11. September 1961 | Moskau      |
| 13  | Symar, Leonid Kolesnikow, Walentin Kusmin, Konoplev                        | Sowjetunion            | 04:11,1  | 22. Februar 1962   | Moskau      |
| 14  | Jürgen Dietze, Egon Henninger, Horst-Günter Gregor, Frank Wiegand          | DDR                    | 04:09,0  | 21. August 1962    | Leipzig     |
| 15  | Ernst-Joachim Küppers, Holm Mrazek, Werner Freitag, Hans-Joachim Klein     | BR Deutschland         | 04:07,6  | 28. September 1963 | Dortmund    |
| 16  | Wiktor Masanow, Heorhij Prokopenko, Walentin Kusmin, Wiktor Semchenkow     | Sowjetunion            | 04:02,8  | 17. Mai 1964       | Berlin      |
| 17  | Wiktor Masanow, Heorhij Prokopenko, Walentin Kusmin, Leonid Iljitschow     | Sowjetunion            | 04:00,7  | 23. März 1966      | Moskau      |
| 18  | Roland Matthes, Egon Henninger, Horst-Günter Gregor, Frank Wiegand         | DDR                    | 03:56,5  | 7. November 1967   | Leipzig     |
| 19  | Roland Matthes, Klaus Katzur, Udo Poser, Lutz Unger                        | DDR                    | 03:54,4  | 8. September 1970  | Barcelona   |
| 20  | Roland Matthes, Klaus Katzur, Hartmut Flöckner, Lutz Unger                 | DDR                    | 03:53,8  | 4. September 1971  | Leipzig     |
| 21  | Roland Matthes, Klaus Katzur, Hartmut Flöckner, Lutz Unger                 | DDR                    | 03:52,12 | 4. September 1972  | München     |
| 22  | Klaus Steinbach, Walter Kusch, Michael Kraus, Peter Nocke                  | BR Deutschland         | 03:47,29 | 22. Juli 1976      | Montreal    |
| 23  | Wiktor Kusnezow, Aleksandr Fedorovsky, Jewgeni Seredin, Sergei Kopljakow   | Sowjetunion            | 03:46,20 | 8. April 1979      | Potsdam     |
| 24  | Wiktor Kusnezow, Aleksandr Fedorovsky, Jewgeni Seredin, Sergei Kopljakow   | Sowjetunion            | 03:45,99 | 20. August 1979    | Moskau      |
| 25  | Wiktor Kusnezow, Arsens Miskarovs, Jewgeni Seredin, Sergei Kopljakow       | Sowjetunion            | 03:45,92 | 24. Juli 1980      | Moskau      |
| 26  | Wiktor Kusnezow, Juri Kis, Dombrowsky, Sergey Krachuk                      | Sowjetunion            | 03:44,79 | 23. August 1981    | Kiew        |
| 27  | Wiktor Kusnezow, Juri Kis, Alexei Markowski, Sergey Krachuk                | Sowjetunion            | 03:44,23 | 12. September 1981 | Split       |
| 28  | Wladimir Schemetow, Juri Kis, Alexei Markowski, Sergei Smirjagin           | Sowjetunion            | 03:42,86 | 7. August 1982     | Guayaquil   |
| 29  | Wladimir Schemetow, Dmitri Wolkow, Alexei Markowski, Sergei Smirjagin      | Sowjetunion            | 03:42,15 | 25. August 1985    | Moskau      |
| 30  | Igor Poljanski, Dmitri Wolkow, Konstantin Petrow, Gennadi Prigoda          | Sowjetunion            | 03:41,51 | 23. August 1987    | Straßburg   |
| 31  | Igor Poljanski, Dmitri Wolkow, Wadym Jaroschtschuk, Gennadi Prigoda        | Sowjetunion            | 03:40,66 | 16. März 1988      | Tallinn     |
| 32  | Igor Poljianski, Dmitri Wolkow, Wadym Jaroschtschuk, Gennadi Prigoda       | Sowjetunion            | 03:39,96 | 25. September 1988 | Seoul       |
| 33  | Wladimir Selkow, Wassili Iwanow, Pawlo Chnykin, Alexander Popow            | Vereintes Team         | 03:38,28 | 31. Juli 1992      | Barcelona   |
| 34  | Wladimir Selkow, Wassili Iwanow, Denis Pankratow, Alexander Popow          | Russland               | 03:38,28 | 11. September 1994 | Rom         |
| 35  | Wladimir Selkow, Andrei Kornejew, Denis Pankratow, Alexander Popow         | Russland               | 03:38,11 | 27. August 1995    | Wien        |
| 36  | Wladimir Selkow, Roman Iwanowski, Denis Pankratow, Alexander Popow         | Russland               | 03:37,48 | 28. April 1996     | Moskau      |
| 37  | Stev Theloke, Jens Kruppa, Thomas Rupprath, Torsten Spanneberg             | Deutschland            | 03:35,88 | 23. September 2000 | Sydney      |
| 38  | Arkadi Wjattschanin, Roman Iwanowski, Igor Martschenko, Alexander Popow    | Russland               | 03:34,72 | 27. Juli 2003      | Barcelona   |
| 39  | Arkadi Wjattschanin, Grigori Falko, Jewgeni Korotyschkin, Andrei Gretschin | Russland               | 03:34,25 | 24. März 2008      | Eindhoven   |
| 40  | Liam Tancock, Christopher Cook, Michael Rock, Simon Burnett                | Vereinigtes Königreich | 03:33,83 | 15. August 2008    | Peking      |
| 41  | Arkadi Wjattschanin, Roman Sludnow, Nikolai Skworzow, Andrei Gretschin     | Russland               | 03:33,59 | 15. August 2008    | Peking      |
| 42  | Arkadi Wjattschanin, Roman Sludnow, Jewgeni Korotyschkin, Jewgeni Lagunow  | Russland               | 03:31,92 | 17. August 2008    | Peking      |
| 43  | Benjamin Starke, Helge Meeuw, Hendrik Feldwehr, Paul Biedermann            | Deutschland            | 03:29,48 | 2. August 2009     | Rom         |
| 44  | Benjamin Starke, Helge Meeuw, Hendrik Feldwehr, Paul Biedermann            | Deutschland            | 03:28,58 | 2. August 2009     | Rom         |
| 45  | Luke Greenbank, Adam Peaty, James Guy, Duncan Scott                        | Vereinigtes Königreich | 03:28,10 | 28. Juli 2019      | Gwangju     |
| 46  | Luke Greenbank, Adam Peaty, James Guy, Duncan Scott                        | Vereinigtes Königreich | 03:27,51 | 1. August 2021     | Tokio       |
| 47  | Miron Lifintsev, Kirill Prigoda, Andrei Dmitrijewitsch Minako, Egor Kornev | Neutral Athlets        | 03:26,93 | 3. August 2025     | Singapur    |

## Langbahneuroparekorde Frauen
| Nr. | Sportler                                                                         | Nation                 | Zeit     | Datum              | Ort         |
| --- | -------------------------------------------------------------------------------- | ---------------------- | -------- | ------------------ | ----------- |
| 1   | Magda Hunyadfi, Klara Killermann, Éva Székely, Valéria Gyenge                    | Ungarn                 | 05:10,8  | 24. Juli 1953      | Budapest    |
| 2   | Magda Hunyadfi, Klara Killermann, Éva Székely, Valéria Gyenge                    | Ungarn                 | 05:09,2  | 10. August 1953    | Bukarest    |
| 3   | Judit Temes, Klara Killermann, Mária Littomericzky, Katalin Szőke                | Ungarn                 | 05:07,8  | 3. August 1954     | Budapest    |
| 4   | Marie-Helene Andre, Francoise Derommeleere, Odette Lusien, Josette Arene         | Frankreich             | 05:06,2  | 16. August 1954    | Marseille   |
| 5   | Joke de Korte, Rika Bruins, Mary Kok, Geertje Wielema                            | Niederlande            | 05:02,1  | 27. November 1954  | Rotterdam   |
| 6   | Jopie van Alphen, Rika Bruins, Atie Voorbij, Hetty Balkenende                    | Niederlande            | 05:00,1  | 17. Juli 1955      | Paris       |
| 7   | Eva Pajor, Éva Székely, Rypsyma Székely, Katalin Szőke                           | Ungarn                 | 04:57,8  | 3. September 1955  | Budapest    |
| 8   | Lenie de Nijs, Rita Kroon, Atie Voorbij, Greetje Kraan                           | Niederlande            | 04:54,3  | 19. November 1956  | Hilversum   |
| 9   | Joke de Korte, Ada den Haan, Tineke Lagerberg, Cocky Gastelaars                  | Niederlande            | 04:53,1  | 8. Dezember 1956   | Zwolle      |
| 10  | Greetje Kraan, Ada den Haan, Atie Voorbij, Cocky Gastelaars                      | Niederlande            | 04:57,0  | 18. Mai 1957       | Blackpool   |
| 11  | Judy Grinham, Anita Lonsbrough, Chris Gosden, Diana Wilkinson                    | Verein. Königr.        | 04:54,0  | 25. Juli 1958      | Cardiff     |
| 12  | Lenie de Nijs, Ada den Haan, Atie Voorbij, Cocky Gastelaars                      | Niederlande            | 04:52,9  | 5. September 1958  | Budapest    |
| 13  | Ria van Velsen, Ada den Haan, Tineke Lagerberg, Cocky Gastelaars                 | Niederlande            | 04:51,5  | 26. Juli 1959      | Waalwijk    |
| 14  | Ria van Velsen, Ada den Haan, Tineke Lagerberg, Cockie van Engelsdorp Gastelaars | Niederlande            | 04:47,3  | 12. Juni 1960      | Leipzig     |
| 15  | Ingrid Schmidt, Ursula Küper, Bärbel Fuhrmann, Heidi Pechstein                   | DDR                    | 04:46,7  | 15. Juli 1960      | Leipzig     |
| 16  | Veronika Holletz, Karin Beyer, Bärbel Fuhrmann, Heidi Pechstein                  | DDR                    | 04:46,4  | 6. August 1961     | Budapest    |
| 17  | Veronika Holletz, Ursula Küper, Ute Noack, Heidi Pechstein                       | DDR                    | 04:45,0  | 24. August 1962    | Moskau      |
| 18  | Veronika Holletz, Barbara Göbel, Ute Noack, Heidi Pechstein                      | DDR                    | 04:44,1  | 17. Juni 1962      | Magdeburg   |
| 19  | Veronika Holletz, Barbara Göbel, Ute Noack, Heidi Pechstein                      | DDR                    | 04:43,3  | 14. Juli 1962      | Wittenberg  |
| 20  | Ingrid Schmidt, Barbara Göbel, Ute Noack, Heidi Pechstein                        | DDR                    | 04:40,1  | 23. August 1962    | Leipzig     |
| 21  | Ria van Velsen, Klenie Bimolt, Ada Kok, Erica Terpstra                           | Niederlande            | 04:39,1  | 28. Juni 1964      | Groningen   |
| 22  | Burbelo, Galina Prosumenschtschikowa, Tatjana Dewjatowa, Rudenko                 | Sowjetunion            | 04:35,7  | 20. September 1967 | Tiflis      |
| 23  | Gunhild Hoffmeister, Eva Wittke, Helga Lindner, Gabriele Wetzko                  | DDR                    | 04:34,8  | 23. August 1969    | Budapest    |
| 24  | Gunhild Hoffmeister, Hannelore Putz, Helga Lindner, Gabriele Wetzko              | DDR                    | 04:30,20 | 15. April 1970     | Nowosibirsk |
| 25  | Gunhild Hoffmeister, Brigitte Schuchardt, Helga Lindner, Gabriele Wetzko         | DDR                    | 04:30,1  | 9. September 1970  | Barcelona   |
| 26  | Annemarie Groen, Alie te Riet, Anke Rijnders, Enith Brigitha                     | Niederlande            | 04:30,0  | 18. April 1972     | Hannover    |
| 27  | Christine Herbst, Renate Vogel, Roswitha Beier, Gabriele Wetzko                  | DDR                    | 04:27,58 | 3. September 1972  | München     |
| 28  | Christine Herbst, Renate Vogel, Roswitha Beier, Kornelia Ender                   | DDR                    | 04:24,91 | 3. September 1972  | München     |
| 29  | Ulrike Richter, Renate Vogel, Roswitha Beier, Andrea Hubner                      | DDR                    | 04:21,70 | 18. August 1973    | Utrecht     |
| 30  | Rosemarie Kother, Kornelia Ender, Ulrike Richter, Renate Vogel                   | DDR                    | 04:16,84 | 4. September 1973  | Belgrad     |
| 31  | Rosemarie Kother, Renate Vogel, Kornelia Ender, Ulrike Richter                   | DDR                    | 04:13,78 | 24. August 1974    | Wien        |
| 32  | Monika Seltmann, Carola Nitschke, Andrea Pollack, Barbara Krause                 | DDR                    | 04:13,41 | 5. Juni 1976       | Berlin      |
| 33  | Ulrike Richter, Hannelore Anke, Kornelia Ender, Andrea Pollack                   | DDR                    | 04:07,95 | 18. Juni 1976      | Montreal    |
| 34  | Rica Reinisch, Ute Geweniger, Andrea Pollack, Caren Metschuck                    | DDR                    | 04:06,67 | 20. Juli 1980      | Moskau      |
| 35  | Ines Geißler, Birgit Meineke, Kristin Otto, Ute Geweniger                        | DDR                    | 04:05,88 | 6. August 1982     | Guayaquil   |
| 36  | Ute Geweniger, Birgit Meineke, Ina Kleber, Ines Geißler                          | DDR                    | 04:05,79 | 26. August 1983    | Rom         |
| 37  | Sylvia Gerasch, Ines Geißler, Ina Kleber, Birgit Meineke                         | DDR                    | 04:03,69 | 24. August 1984    | Moskau      |
| 38  | Antje Buschschulte, Simone Weiler, Annika Mehlhorn, Katrin Meißner               | Deutschland            | 04:03,06 | 4. August 2002     | Fukuoka     |
| 39  | Antje Buschschulte, Simone Weiler, Franziska van Almsick, Sandra Völker          | Deutschland            | 04:01,54 | 4. August 2002     | Berlin      |
| 40  | Elizabeth Simmonds, Kate Haywood, Jemma Lowe, Francesca Halsall                  | Vereinigtes Königreich | 03:59,33 | 24. März 2008      | Eindhoven   |
| 41  | Gemma Spofforth, Kate Haywood, Jemma Lowe, Francesca Halsall                     | Vereinigtes Königreich | 03:59,14 | 15. August 2008    | Peking      |
| 42  | Gemma Spofforth, Kate Haywood, Jemma Lowe, Francesca Halsall                     | Vereinigtes Königreich | 03:57,50 | 17. August 2008    | Peking      |
| 43  | Daniela Samulski, Sarah Poewe, Annika Mehlhorn, Britta Steffen                   | Deutschland            | 03:55,79 | 1. August 2009     | Rom         |
| 44  | Mie Østergaard Nielsen, Rikke Møller Pedersen, Jeanette Ottesen, Pernille Blume  | Dänemark               | 03:55,62 | 24. August 2014    | Berlin      |
| 45  | Michelle Coleman, Jennie Johansson, Sarah Sjöström, Louise Hansson               | Schweden               | 03:55,24 | 9. August 2015     | Kasan       |
| 46  | Anastassija Fessikowa, Julija Jefimowa, Swetlana Tschimrowa, Weronika Popowa     | Russland               | 03:53,38 | 30. Juli 2017      | Budapest    |

(Diese Liste ist noch unvollständig)

## Langbahneuroparekorde Mixed
| Nr. | Sportler                                                                      | Nation                 | Zeit     | Datum           | Ort       |
| --- | ----------------------------------------------------------------------------- | ---------------------- | -------- | --------------- | --------- |
| 1   | Darja K. Ustinowa, Anton Tschupkow, Alexander Sadownikow, Darja S. Ustinowa   | Russland               | 03:49,05 | 12. Juli 2014   | Dordrecht |
| 2   | Christopher Ciccarese, Andrea Toniato, Ilaria Bianchi, Chiara Masini Luccetti | Italien                | 03:48,57 | 19. August 2014 | Berlin    |
| 3   | Chris Walker-Hebborn, Adam Peaty, Jemma Lowe, Francesca Halsall               | Vereinigtes Königreich | 03:44,02 | 19. August 2014 | Berlin    |
| 4   | Chris Walker-Hebborn, Adam Peaty, Siobhan-Marie O’Connor, Francesca Halsall   | Vereinigtes Königreich | 03:41,71 | 5. August 2015  | Kasan     |
| 5   | Georgia Davies, Adam Peaty, James Guy, Siobhan-Marie O’Connor                 | Vereinigtes Königreich | 03:41,56 | 26. Juli 2017   | Budapest  |
| 6   | Georgia Davies, Adam Peaty, James Guy, Freya Anderson                         | Vereinigtes Königreich | 03:40,18 | 4. August 2018  | Glasgow   |
| 7   | Kathleen Dawson, Adam Peaty, James Guy, Anna Hopkin                           | Vereinigtes Königreich | 03:38,82 | 20. Mai 2021    | Budapest  |
| 8   | Kathleen Dawson, Adam Peaty, James Guy, Freya Anderson                        | Vereinigtes Königreich | 03:38,75 | 29. Juli 2021   | Tokio     |
| 9   | Kathleen Dawson, Adam Peaty, James Guy, Anna Hopkin                           | Vereinigtes Königreich | 03:37,58 | 31. Juli 2021   | Tokio     |

(Diese Liste ist noch unvollständig)

## Kurzbahneuroparekorde Männer
| Nr. | Sportler                                                                   | Nation         | Zeit     | Datum             | Ort              |
| --- | -------------------------------------------------------------------------- | -------------- | -------- | ----------------- | ---------------- |
| 1   | Frank Hoffmeister, Rolf Beab, Michael Groß, André Schadt                   | BR Deutschland | 03:37,96 | 6. Februar 1987   | Bonn             |
| 2   | Wladimir Selkow, Dmitri Wolkow, Denis Pankratow, Roman Jegorow             | Russland       | 03:35,36 | 12. Februar 1993  | Gelsenkirchen    |
| 3   | Wladimir Selkow, Stanislaw Lopuchow, Denis Pankratow, Roman Jegorow        | Russland       | 03:32,56 | 17. April 1997    | Göteborg         |
| 4   | Attias Ohlin, Patrik Isaksson, Daniel Carlsson, Lars Frölander             | Schweden       | 03:30,32 | 4. April 1999     | Hongkong         |
| 5   | Andrij Olijnyk, Oleh Lissohor, Sergij Advena, Andrij Serdinow              | Ukraine        | 03:28,62 | 9. April 2006     | Shanghai         |
| 6   | Stanislaw Donez, Sergei Geibel, Jewgeni Korotyschkin, Alexander Suchorukow | Russland       | 03:28,36 | 13. April 2008    | Manchester       |
| 7   | Stanislaw Donez, Sergei Geibel, Jewgeni Korotyschkin, Alexander Suchorukow | Russland       | 03:24,29 | 13. April 2008    | Manchester       |
| 8   | Stanislaw Donez, Sergei Geibel, Jewgeni Korotyschkin, Danila Isotow        | Russland       | 03:19,16 | 20. Dezember 2009 | Sankt Petersburg |

(Diese Liste ist noch unvollständig)

## Kurzbahneuroparekorde Frauen
| Nr. | Sportler                                                                  | Nation                 | Zeit     | Datum             | Ort        |
| --- | ------------------------------------------------------------------------- | ---------------------- | -------- | ----------------- | ---------- |
| 1   | Therese Alshammar, Hanna Jaltner, Johanna Sjöberg, Malin Svahnström       | Schweden               | 04:02,42 | 20. April 1997    | Göteborg   |
| 2   | Therese Alshammar, Maria Östling, Johanna Sjöberg, Anna-Karin Kammerling  | Schweden               | 04:00,84 | 4. April 1999     | Hongkong   |
| 3   | Therese Alshammar, Emma Igelström, Johanna Sjöberg, Anna-Karin Kammerling | Schweden               | 03:59,53 | 19. März 2000     | Athen      |
| 4   | Therese Alshammar, Emma Igelström, Anna-Karin Kammerling, Johanna Sjöberg | Schweden               | 03:55,78 | 5. April 2002     | Moskau     |
| 5   | Elizabeth Simmonds, Kate Haywood, Jemma Lowe, Francesca Halsall           | Vereinigtes Königreich | 03:53,02 | 11. April 2008    | Manchester |
| 6   | Mie Nielsen, Rikke Møller Pedersen, Jeanette Ottesen, Pernille Blume      | Dänemark               | 03:49,87 | 14. Dezember 2012 | Istanbul   |
| 7   | Mie Nielsen, Rikke Møller Pedersen, Jeanette Ottesen, Pernille Blume      | Dänemark               | 03:48,86 | 7. Dezember 2014  | Doha       |

(Diese Liste ist noch unvollständig)